# Bayenghem-lès-Éperlecques
Bayenghem-lès-Éperlecques település Franciaországban, Pas-de-Calais megyében. Lakosainak száma 1019 fő (2022. január 1.). Bayenghem-lès-Éperlecques Muncq-Nieurlet, Mentque-Nortbécourt, Nordausques, Nort-Leulinghem és Éperlecques községekkel határos.

## Népesség
A település népességének változása:
| Lakosok száma | 984  | 1006 | 1027 | 1009 | 1006 | 1002 | 1010 | 1011 | 1019 |
|               | 2013 | 2015 | 2016 | 2017 | 2018 | 2019 | 2020 | 2021 | 2022 |